# Mr. Sunshine
Mr. Sunshine är en amerikansk komediserie från och till 2011, skapad av Matthew Perry med flera. Han spelar även huvudrollen. 

## Handling
Ben Donovan är manager över en arena, Sunshine Center. Serien börjar på hans 40-årsdag, och han går igenom en medelålderskris.

## Rollista
- Matthew Perry som Ben Donovan, manager på Sunshine Center.
- Allison Janney som Crystal Cohen, Bens oförutsägbara chef.
- Andrea Anders som Alice, Bens tidigare kk, som nu är tillsammans med Alonzo.
- James Lesure som Alonzo Pope, en tidigare basketstjärna, Bens sorglösa bästa vän och Alice' pojkvän.
- Nate Torrence som Roman Cohen, Crystals älskvärda men märkliga son. Han är kär i Heather.
- Portia Doubleday som Heather, Bens nya assistant, som alla tror är tokig.

1. ↑  hämtat från: tyskspråkiga Wikipedia.[källa från Wikidata]